# رودولف باتس
رودولف باتس (به آلمانی: Rudolf Batz) (زاده ۱۰ نوامبر ۱۹۰۳، مرگ ۸ فوریه ۱۹۶۱) یک نظامی آلمانی در دوره رایش سوم و رئیس گشتاپو در هانوفر بود.وی پس از دستگیرشدن در سال ۱۹۶۱ در زندان و قبل از محاکمه خودکشی کرد.